# كارليس بيريز
كارليس بيريز (بالإسبانية: Carles Pérez) هو لاعب كرة قدم إسباني، ولد في 16 فبراير 1998 في جرانوليريس في إسبانيا يلعب في مركز الجناح. شارك مع منتخب إسبانيا تحت 16 سنة لكرة القدم و‌منتخب إسبانيا تحت 17 سنة لكرة القدم. أما مع الأندية، فقد لعب مع نادي برشلونة ب و‌نادي برشلونة وحاليًا يلعب مع نادي روما الإيطالي.

## وصلات خارجية
- كارليس بيريز على موقع الاتحاد الأوربي (الإنجليزية)
- كارليس بيريز على موقع قاعدة بيانات كرة القدم.إي يو (الإنجليزية)
- كارليس بيريز على موقع Soccerway.com (الإنجليزية)
- كارليس بيريز على موقع عالم كرة القدم.نت (الإنجليزية)